# Hans Müller-Einigen
Hans Müller-Einigen (* 25. Oktober 1882 in Brünn; † 8. März 1950 in Einigen; eigentlich Hans Müller) war ein österreichischer Schriftsteller, Drehbuchautor und Regisseur. Sein jüngerer Bruder war der Schriftsteller Ernst Lothar.

## Leben
Hans Müller war der mittlere der drei Söhne Robert (* 1878) und Ernst (* 1890) des Anwaltes Josef Müller und der Johanna Wohlmuth. 1897 übersiedelte die jüdische Familie nach Wien. Er studierte an der Universität Wien Rechtswissenschaften und wurde 1907 zum Dr. iur. promoviert. Er besuchte auch die Universitäten von Grenoble und Leipzig, wo er Vorlesungen über Philosophie und Musikgeschichte belegte und unternahm weitere Studienreisen durch Europa und den USA.
Nach Veröffentlichungen während der Studienzeit wurde er bald sehr bekannt und gehörte in den ersten zwei Jahrzehnten des 20. Jahrhunderts zu den am meisten gespielten Autoren des Wiener Burgtheaters. Die satirische Komödie Hargudl am Bach entfachte bei ihrer Premiere 1909 einen der großen Theaterskandale dieses Theaters, die Aufführung des Stückes Die Flamme 1920 war einer der großen Erfolge des Autors.
Müller lebte damals erst in Wien und dann in Berlin.
Hans Müller wurde von Karl Kraus wiederholt scharf attackiert, so in den Letzten Tagen der Menschheit, in denen Kraus Müller sogar mehrmals persönlich auftreten lässt, wobei wörtlich aus seinen Feuilletons "Cassian im Krieg" (Neue Freie Presse, 6. September 1914) und "Deutschland steht auf" (25. 8.1914) zitiert wird, und in etlichen Aufsätzen in der Fackel.

„Die Leser […] waren der Meinung, ich hätte die Sätze, die ich dem Hans Müller in den Mund lege, erfunden. Als ob man so etwas erfinden könnte.“

In den 1920er Jahren ging er nach Hollywood, wo mehrere Filme nach seinen Vorlagen verfilmt wurden (u. a. von Ernst Lubitsch), kehrte nach Berlin zurück und wurde dort Chefdramaturg der Filmfirma UFA, bei der er für Klassiker wie Der Kongress tanzt verantwortlich war (Regie: Erik Charell, Musik: Werner Richard Heymann).
Bleibenden Erfolg erzielte Müller im Bereich des Musiktheaters. An zwei der erfolgreichsten Operetten des 20. Jahrhunderts war er beteiligt: Zum einen beruht das Libretto zu Oscar Straus’ Ein Walzertraum (1907) auf einer seiner literarischen Vorlagen, zum anderen war er selbst Mitautor bei Ralph Benatzkys Im weißen Rößl (1930), für das er die Lustspielvorlage von Blumenthal und Kadelburg bearbeitete und die Figur des Kaisers Franz Joseph einfügte. Ferner verfasste Müller für Erich Wolfgang Korngold, den Sohn seines engen Freundes Julius Korngold, die Libretti zu Violanta (1916) und Das Wunder der Heliane (1927, nach Hans Kaltneker).
Seit 1930 lebte er in Einigen am Thunersee in der Schweiz zusammen mit seinem Lebenspartner Nikolaus Schwarz; den Ortsnamen machte er dann zu einem Bestandteil seines Künstlernamens.
Nach 1945 kehrte Müller nur mehr selten nach Wien zurück, wo am Volkstheater 1948 Der Helfer Gottes (mit Albert Bassermann als Henri Dunant, seiner ersten Rolle nach der Rückkehr aus der Emigration) und Eugenie aufgeführt wurden.

## Werke
Müllers Werk ist durch wirkungssichere Dramaturgie gekennzeichnet und hat oft einen stark homoerotischen Unterton (etwa in den ekstatischen Liebesphantasien der Violanta oder den frivolen Szenen im Weißen Rößl.) Dies könnte nach Ansicht von Arthur Maibach ein Grund dafür sein, dass die Nachwelt sich weitgehend von Müller abgewandt hat, da seine sinnliche Ästhetik nicht in die „biederen“ 1950er Jahre passte. Aber auch noch eine Aufführung des Stückes Die Flamme 1980 wurde von der Kritik als unzeitgemäß beurteilt.
Ohne je selbst Soldat gewesen zu sein, avancierte Müller im Ersten Weltkrieg mit patriotischen Schlachtschilderungen zum Frontberichterstatter.

„Wir denken noch an sein Feuilleton kurz nach Kriegsausbruch, worin Herr Müller mit der ihm eigenen unwiderstehlichen Anmut schilderte, wie er als Leutnant in Russisch-Polen ficht […]. Wir in unserer Einfalt glaubten damals wirklich, Hans der Träumer wäre eingerückt; erfuhren aber bald, Hans Müller sei weiter in Wiener Salons zuständig. Aber die Konjunktur hatte der Krieg verändert und so dichtete Herr Müller Seelenaufschwung.“

1916 erlebte das Historiendrama „Könige“ am Burgtheater im Zuge der patriotischen Begeisterung einen derart triumphalen Erfolg, dass es bald an allen deutschsprachigen Theatern gespielt wurde. Nach einer Aufführung des Dramas in München zeigte sich Müller in Uniform auf der Bühne. Deswegen wurde er zur Zielscheibe insbesondere der Kritik von Karl Kraus, der Müllers schwülstigen, mit preziösen Anachronismen gespickten Stil in der „Fackel“ aufs Korn nahm. Müller strengte eine Ehrenbeleidigungsklage an, musste sie aber wieder zurückziehen und zugeben, sich nie an der Front aufgehalten zu haben.

### Prosa
- Buch der Abenteuer. Buchschmuck von Lucian Bernhard. Fleischel, Berlin 1905
(Darin ist die Novelle Nux, der Prinzgemahl enthalten, die als Vorlage für das Operettenlibretto zu Ein Walzertraum von Oscar Straus diente.)
- Geheimnisland. Novellen. Fleischel, Berlin 1909.
- Träume und Schäume. Fleischel, Berlin 1911.
- Die Kunst, sich zu freuen. Gestalten, Bilder und Ergebnisse. Cotta, Stuttgart 1917.
- Der Spiegel der Agrippina. Mit 12 Original-Radierungen von Stefan Hlawa. Avalun, Wien-Leipzig 1919.
- Der Brand von Trukitzan. Erzählung. Reclam, Leipzig 1925.
- Das Glück, da zu sein. Ein Tagebuch. Francke, Bern 1940.
- Die Menschen sind alle gleich. Drei Erzählungen. Francke, Bern 1946.
- Schnupf. Geschichte einer Freundschaft. Francke, Bern 1944.

### Lyrik
- Dämmer. 1901
- Die lockende Geige. Ein Gedichtbuch. A. Langen, München 1904.
- Der Garten des Lebens. Eine biblische Dichtung. Cotta, Stuttgart 1904.
- Die Rosenlaute. Gedichte. Fleischel, Berlin 1909.
- Trilogie der Wandlung. Eine Gedichtfolge. O. V., o. O., 1948.

### Dramatische Werke
- Das andere Leben. 1900
- Quintus Horatius Flaccus. Lustspiel in einem Akt. O. V, o. O., o. J.
- Das stärkere Leben. Ein Einakter-Zyklus. Fleischel, Berlin 1906.
- Arme kleine Frau. Schauspiel in einem Akt. Bloch, Berlin 1907.
- Die Puppenschule. Schauspiel in vier Akten. Fleischel, Berlin 1908.
- Hargudl am Bach oder die Loge der Persönlichkeiten. Lustspiel in vier Akten. Bloch, Berlin 1909.
- Das Wunder des Beatus. Drama in vier Akten. Fleischel, Berlin 1910.
- Gesinnung. Respektlose Komödien. Deutsch-Österreichischer Verlag, Wien-Leipzig 1912.
- Der reizende Adrian. Lustspiel in drei Akten. Deutsch-Österreichischer Verlag, Wien-Leipzig 1913.
- Könige. Ein Schauspiel in drei Aufzügen. Vertriebsstelle des Verbandes deutscher Schriftsteller, Berlin 1916.
- Der Schöpfer. Ein Schauspiel in vier Aufzügen. Cotta, Stuttgart 1918.[6]
- Die Sterne. Ein Drama in vier Aufzügen. Cotta, Stuttgart 1919.
- Die Flamme. Schauspiel in drei Aufzügen. Manuskript, Berlin 1920.
- Das Hemdenknöpfchen. Lustspiel in einem Aufzug. Reclam, Leipzig 1921.
- Der Vampir oder die Gejagten. Schauspiel in fünf Akten. Verlag der „Neuen Freien Presse“, Wien 1922.
- Der Tokaier. Komödie in drei Akten. Cotta, Stuttgart 1925.
- Veronika. Ein Stück Alltag in vier Akten. Cotta, Stuttgart 1926.
- Die goldene Galeere. Ein Gesellschaftsstück in drei Akten. Felix Bloch Erben, Berlin 1927.
- Holde Aida ...! Eine lustige Verwirrung in vier Bildern. Drei Masken Verlag, Berlin 1934.
- Glück auf Himmelsruh. Ein Schwank in drei Akten. Drei Masken-Verlag, Berlin 1935.
- Eugenie. Studie eines Charakters und einer Zeit in fünf Akten. Saturn, Wien 1938.Foto von Fred Erismann der Produktion "Eugenie" von Hans Müller-Einigen im Stadttheater Bern von 1939

Foto von Fred Erismann der Produktion "Eugenie" von Hans Müller-Einigen im Stadttheater Bern von 1939

- Der Kampf ums Licht. Schauspiel in drei Akten. Francke, Bern 1939.
- Kleiner Walzer in a-Moll. Komödie in fünf Bildern. Francke, Bern 1939.
- Wenn Ehemänner tagen. (Der Nachtigallenkongress). Schwank in drei Akten. Drei Masken Verlag. Berlin 1944.
- Der Helfer Gottes. Ein Kampf um die Liebe in zehn Stationen. Francke, Bern 1947.
- Liebling der Grazien. Eine Komödie aus der Zeit, da man noch andere Sorgen hatte. Francke, Bern 1950.
- Reise einer Frau. Ein Stück in sechs Stationen. Zsolnay, Wien o. J. (nach 1945).

### Libretti
- Ein Walzertraum. Musik: Oscar Straus. Doblinger, Wien 1907.
- Violanta. Oper. Musik: Erich Wolfgang Korngold. Schott, Mainz 1916.
- Das Wunder der Heliane. Oper. Nach Hans Kaltnekers Mysterium Die Heilige. Musik: Erich Wolfgang Korngold. Schott. Mainz 1927.
- Im weißen Rößl. Musik: Ralph Benatzky. Charivari Musikverlag, Berlin 1930.
- Morgen gehts uns gut! Sechs Bilder nach einer alten Wiener Posse. Musik: Ralph Benatzky. Charivari Musikverlag, Berlin 1932.
- Dame Nr. 1, Rechts. Musikalisches Lustspiel in sechs Bildern (frei nach André Picard). Gesangstexte: Rudolf Bertram (pseud. von Robert Gilbert). Musik: Werner Richard Heymann. Doremi Musikverlag, Basel 1934.
- Frischer Wind aus Kanada. Heitere Begebenheiten in vier Tagen. Ein Schwank. Gesangstexte: Hans Fritz Beckmann. Musik: Herbert Walter. Drei Masken-Verlag, Berlin 1934.
- Der reichste Mann der Welt. Ein Stück mit Musik in 5 Bildern. Musik von Ralph Benatzky. Felix Bloch Erben. Berlin 1936.
- Paul und der Sündenfall. Ein Schwank in drei Akten. Gesangstexte von Hans Robert Bortfeldt. Musik: Edmund von der Meden. Drei Masken-Verlag, Berlin 1936.

### Drehbücher
- 1924: Die Tochter der Frau von Larsac
- 1926: Schwester Veronika
- 1929: Das brennende Herz
- 1930: Monte Carlo
- 1930: Liebling der Götter
- 1930: Liebeswalzer
- 1931: Bomben auf Monte Carlo
- 1931: Yorck
- 1931: Stürme der Leidenschaft
- 1932: Quick
- 1933: Walzerkrieg
- 1935: Frischer Wind aus Kanada

### Autobiografische Schriften
- Geliebte Erde. Miniaturen von unterwegs. Francke, Bern 1938.
- Jugend in Wien. Erinnerungen an die schönste Stadt Europas. Francke, Bern 1945.